# رينزو يانيز
رينزو يانيز (بالإسبانية: Renzo Yáñez)‏ هو لاعب كرة قدم تشيلي، ولد في 5 يونيو 1980 في Santa Cruz, Chile ‏ في تشيلي. لعب مع أوداكس إيتاليانو ونادي أونيفرسيداد دي تشيلي وهواتشيباتو.

## وصلات خارجية
- رينزو يانيز على موقع إي إس بي إن إف سي (الإنجليزية)
- رينزو يانيز على موقع قاعدة بيانات كرة القدم.إي يو (الإنجليزية)
- رينزو يانيز على موقع عالم كرة القدم.نت (الإنجليزية)